# توکوشیما (شهر)

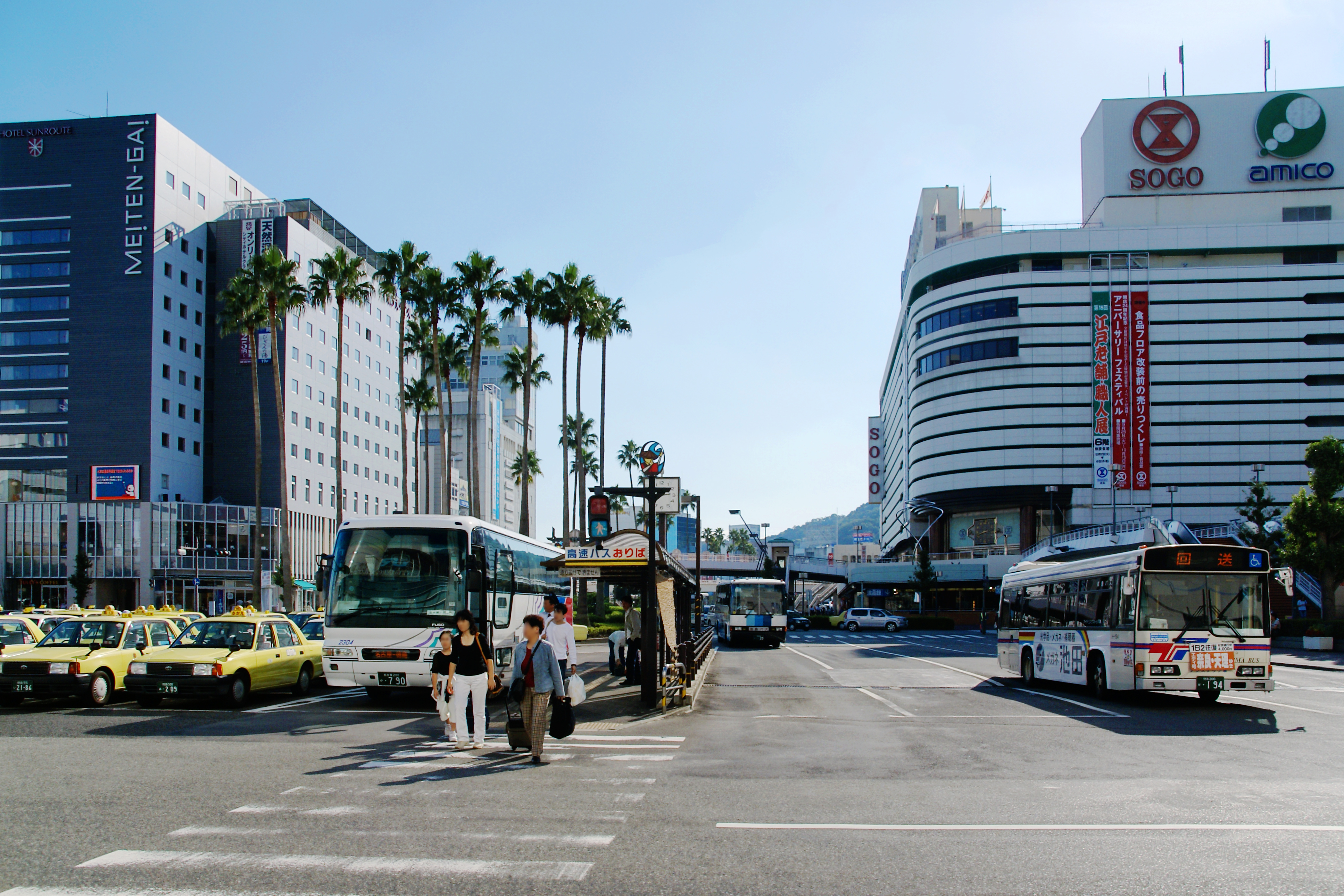
نمایی از شهر توکوشیما در ژاپن.

توکوشیما شهری است در کشور ژاپن. این شهر مرکز استان توکوشیما در جزیره شیکوکو است. 
جمعیت این شهر در سال ۲۰۰۸ میلادی برابر ۲۶۵۰۰۰ نفر برآورد شده است .